# Giải bóng đá U-21 Quốc tế Báo Thanh Niên 2012
Giải bóng đá U21 Quốc tế báo Thanh niên lần 6-2012 diễn ra từ ngày 13 tháng 10 đến ngày 21 tháng 10 năm 2012 tại Sân vận động Pleiku tại Thành phố Pleiku, Gia Lai, Việt Nam.

## Địa điểm thi đấu
Tất cả các trận đấu diễn ra trên Sân vận động Pleiku tại Thành phố Pleiku, Gia Lai, Việt Nam.
| Pleiku              |
| ------------------- |
| Sân vận động Pleiku |
| Sức chứa: 15,000    |
|                     |

## Thành phần tham dự
| Số thứ tự | Đội bóng                    | Liên đoàn | Huấn luyện viên  | Đội trưởng          |
| --------- | --------------------------- | --------- | ---------------- | ------------------- |
| 1         | U21 Báo Thanh niên Việt Nam | Việt Nam  | Đinh Văn Dũng    | Ngô Hoàng Thịnh     |
| 2         | U21 Singapore               | Singapore | Robin Chitrakar  | Zulfahmi Arifin     |
| 3         | U21 Thái Lan                | Thái Lan  | Sarawut Treephan | Nattaphong Sayriya  |
| 4         | U21 Malaysia                | Malaysia  | Ong Kim See      | Mohd Irafan Fazail  |
| 5         | U21 Lào                     | Lào       | Somsack Keodara  | Khounta Sivongthong |
| 6         | U21 Sydney                  | Úc        | Brian Dene       | Ryan Norval         |

## Vòng bảng
6 đội chia thành hai bảng đấu vòng tròn một lượt tính điểm chọn hai đội đứng đầu mỗi bảng vào vòng bán kết.
|  | Đội bóng đi tiếp vào vòng trong |  | Đội bóng bị loại ở vòng bảng |

Tất cả thời gian là giờ địa phương (UTC+7) tại nơi diễn ra trận đấu.

### Bảng A
| Đội tuyển | số trận | thắng | hoà | thua | bàn thắng | bàn thua | Hiệu số | điểm |
| --------- | ------- | ----- | --- | ---- | --------- | -------- | ------- | ---- |
| Việt Nam  | 2       | 2     | 0   | 0    | 8         | 1        | +7      | 6    |
| Thái Lan  | 2       | 0     | 1   | 1    | 0         | 2        | -2      | 1    |
| Singapore | 2       | 0     | 1   | 1    | 1         | 6        | -5      | 1    |

| U21 Báo Thanh niên Việt Nam                                                            | 6–1      | U21 Singapore       |
| -------------------------------------------------------------------------------------- | -------- | ------------------- |
| Nguyễn Đình Bảo 5', 7', 87', 90' · Ngô Hoàng Thịnh 41' (ph.đ.) · Nguyễn Hữu Khôi 90+3' | Chi tiết | Shannon Stephen 48' |

| U21 Singapore | 0–0      | U21 Thái Lan          |
| ------------- | -------- | --------------------- |
|               | Chi tiết | Khritmat Sompen 90+3' |

| U21 Thái Lan | 0–2      | U21 Báo Thanh niên Việt Nam                       |
| ------------ | -------- | ------------------------------------------------- |
|              | Chi tiết | Nguyễn Đình Bảo 44' · Ngô Hoàng Thịnh 65' (ph.đ.) |

### Bảng B
| Đội tuyển  | số trận | thắng | hoà | thua | bàn thắng | bàn thua | Hiệu số | điểm |
| ---------- | ------- | ----- | --- | ---- | --------- | -------- | ------- | ---- |
| Malaysia   | 2       | 2     | 0   | 0    | 8         | 4        | +4      | 6    |
| U21 Sydney | 2       | 1     | 0   | 1    | 4         | 5        | -1      | 3    |
| Lào        | 2       | 0     | 0   | 2    | 3         | 6        | -3      | 0    |

| U21 Malaysia                                                                                  | 4–2      | U21 Lào                                            |
| --------------------------------------------------------------------------------------------- | -------- | -------------------------------------------------- |
| Muhd Ariff Farhan 5' · Mohamad Raphi 26' · Thamil A. Ambumamee 87' · Saarvindran Devandra 90' | Chi tiết | Thinnakone Vongsa 55' · Sitthideth Khanthavong 60' |

| U21 Lào                 | 1–2      | U21 Sydney                                   |
| ----------------------- | -------- | -------------------------------------------- |
| Khounta Sivongthong 37' | Chi tiết | Christopher Naumoff 64' · Sompong Manivh 66' |

| U21 Sydney                                   | 2–4      | U21 Malaysia                                                                      |
| -------------------------------------------- | -------- | --------------------------------------------------------------------------------- |
| Christppher Naumoff 80' · Peter Triantis 87' | Chi tiết | Syahrul Azwari Ibrahim 7', 34' · Ahmad Hazwan Bakri 75' · Mohd Irfan Fazail 90+2' |

## Đấu loại trực tiếp
Hai đội bóng giành chiến thắng trong lượt bán kết sẽ vào chơi trận chung kết. Hai đội thua trận bán kết thi đấu tranh giải ba.

### Tóm tắt
|  | Bán kết     | Bán kết  |               |   | Chung kết | Chung kết |
|  |             |          |               |   |           |           |
|  | 19 tháng 10 |          |               |   |           |           |
|  |             |          |               |   |           |           |
|  | Malaysia    | 1        |               |   |           |           |
|  | Malaysia    | 1        | 21 tháng 10   |   |           |           |
|  | Thái Lan    | 0        |               |   |           |           |
|  | Thái Lan    | 0        | Việt Nam      | 0 |           |           |
|  | 19 tháng 10 |          | Việt Nam      | 0 |           |           |
|  |             | Malaysia | 1             |   |           |           |
|  | Việt Nam    | Malaysia | 1             | 3 |           |           |
|  | Việt Nam    |          |               | 3 |           |           |
|  | Úc          | 0        |               |   |           |           |
|  | Úc          | 0        | Tranh hạng ba |   |           |           |
|  |             |          |               |   |           |           |
|  | 21 tháng 10 |          |               |   |           |           |
|  |             |          |               |   |           |           |
|  | Thái Lan    | 2        |               |   |           |           |
|  | Thái Lan    | 2        |               |   |           |           |
|  | Úc          | 1        |               |   |           |           |

### Bán kết
| U21 Malaysia       | 1–0      | U21 Thái Lan |
| ------------------ | -------- | ------------ |
| Azwari Ibrahim 54' | Chi tiết |              |

| U21 Báo Thanh niên Việt Nam                                                       | 3–0      | U21 Sydney |
| --------------------------------------------------------------------------------- | -------- | ---------- |
| Nguyễn Đình Bảo 36' · Hà Minh Tuấn 47' · Vũ Minh Tuấn 80' · Nguyễn Tiến Duy 90+2' | Chi tiết |            |

### Tranh hạng ba
| U21 Sydney                                  | 2–1      | U21 Thái Lan         |
| ------------------------------------------- | -------- | -------------------- |
| Mattew Stewart 33' · Joshua Macdonald 90+3' | Chi tiết | Settasuk Surawit 89' |

### Chung kết
| U21 Malaysia           | 1–0      | U21 Báo Thanh niên Việt Nam |
| ---------------------- | -------- | --------------------------- |
| Ahmad Hazwab Bakri 57' | Chi tiết |                             |

## Kết quả chung cuộc
- Vô địch:  Malaysia U21 Malaysia
- Hạng nhì:  Việt Nam U21 Báo Thanh Niên Việt Nam
- Hạng ba:  Úc U21 Sydney FC
- Giải phong cách:  Việt Nam U21 Báo Thanh Niên Việt Nam
- Vua phá lưới:  Nguyễn Đình Bảo (6 bàn thắng)
- Cầu thủ xuất sắc nhất:  Nguyễn Đình Bảo
- Thủ môn xuất sắc nhất:  Izham Tarmizi
- Cầu thủ Việt Nam xuất sắc nhất:  Trần Phi Sơn